# لانام (ایندیانا)
لانام (به انگلیسی: Lanam) یک منطقهٔ مسکونی در ایالات متحده آمریکا است که در شهرستان براون، ایندیانا واقع شده‌است. لانام ۲۳۷٫۱۴ متر بالاتر از سطح دریا واقع شده‌است.